# What a Feeling (chanson d'Alex Gaudino)
Pour les articles homonymes, voir What a Feeling (homonymie).
Singles de Alex Gaudino
I'm in Love (I Wanna Do It)
(2010) I Don't Wanna Dance
(2012)
Singles par Kelly Rowland
Motivation
(2011) Favor
(2011)
What a Feeling est une chanson house du DJ italien Alex Gaudino en collaboration avec la chanteuse américaine Kelly Rowland. Extrait de l'album Doctor Love du DJ italien, le single sort le 22 avril 2011. La chanson a été écrite par Alfonso Fortunato Gaudino, Giuseppe D'Albenzio, Emmanuel Mijares, Jenson Vaughan, Kelly Rowland, Joseph "Lonny" Bereal et produit par Alex Gaudino, Jason Rooney.

## Liste des pistes
- Belgique CD single[1]

1. "What a Feeling" (Radio Version) – 2:58
2. "What a Feeling" (Extended Mix) – 6:39
3. "What a Feeling" (Nicky Romero Remix) – 7:07
4. "What a Feeling" (Hardwell Club Mix) – 7:34
5. "What a Feeling" (I'm Still in Love Club Mix) – 8:12

- Italie CD single[2]

1. "What a Feeling" (Radio Edit) - 2:58
2. "What a Feeling" (Extended Mix) - 6:39
3. "What a Feeling" (I'm Still in Love Club Mix) - 8:06
4. "What a Feeling" (Hardwell Remix) - 7:33
5. "What a Feeling" (Promise Land Remix) - 7:13
6. "What a Feeling" (Nicky Romero Remix) - 7:01
7. "What a Feeling" (HJM Remix) - 6:19
8. "What a Feeling" (Simiolli & Black Remix) - 5:48

- Allemagne CD single

1. "What a Feeling" (Radio Edit) – 2:59
2. "What a Feeling" (Extended Mix) – 6:39

- États-Unis digital download[3]

1. "What a Feeling" (Radio Edit) – 2:58
2. "What a Feeling" (Extended Mix) – 6:39
3. "What a Feeling" (I'm Still in Love Club Mix) – 8:12

- Digital EP[4]

1. "What a Feeling" (Radio Edit)
2. "What a Feeling" (Extended Mix)
3. "What a Feeling" (Sunship Remix)
4. "What a Feeling" (Hardwell Club Mix)
5. "What a Feeling" (HJM Remix)
6. "What a Feeling" (I'm Still in Love Club Mix)

## Classement par pays
| Classement (2011)                      | Meilleure position |
| -------------------------------------- | ------------------ |
| Belgique (Flandre Ultratop 50 Singles) | 32                 |
| Belgique (Wallonie Ultratip 50)        | 10                 |
| République tchèque                     | 58                 |
| Allemagne (Media Control AG)           | 84                 |
| Allemagne Classement dance             | 6                  |
| Irlande (IRMA)                         | 38                 |
| Pays-Bas (Single Top 100)              | 66                 |
| Pologne (Dance Top 50)                 | 22                 |
| Roumanie (Romanian Top 100)            | 40                 |
| Écosse (OCC)                           | 5                  |
| Slovaquie (IFPI Rádio)                 | 21                 |
| Royaume-Uni (UK Dance Chart)           | 3                  |
| Royaume-Uni (UK Indie Chart)           | 1                  |
| Royaume-Uni (UK Singles Chart)         | 6                  |
| États-Unis (Dance Club Songs)          | 26                 |

## Historique de sortie
| Pays        | Date           | Format                            | Label                      |
| ----------- | -------------- | --------------------------------- | -------------------------- |
| États-Unis  | March 22, 2011 | Téléchargement Digital            | Ultra Records              |
| Italie      | 5 avril 2011   | Téléchargement Digital            | Magnificent, Ultra Records |
| États-Unis  | 26 avril 2011  | Téléchargement Digital — remixes  | Ultra Records              |
| Allemagne   | May 13, 2011   | CD single, Téléchargement Digital | Ministry of Sound          |
| Belgique    | 16 mai 2011    | CD single                         | 541, N.E.W.S.              |
| Royaume-Uni | 29 mai 2011    | Téléchargement Digital            | Ministry of Sound          |